# 10円メール

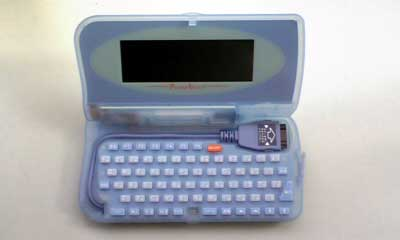
ポケットボード 10円メール用端末

10円メール（じゅうえんメール）は、株式会社NTTドコモが携帯電話用に開発し、GMOインターネットが運営するZERO（当初マスターネット）が運営を行っていたEメールサービス。命名の由来は携帯電話を使ったメールの送受信が2kバイトまで10円で行えたことによる。

## 概要
1997年（平成9年）5月1日にサービスを開始した。メールアドレスのドメイン名にはマスターネットが所有する「mnx.ne.jp」が使われた。
本サービスの登場以前に、DDIポケットのPメール、IDOのプチメールなどのショートメッセージサービス（SMS）が既に似たサービスを開始していたが、これらはいずれも携帯電話・PHS間でのメールのみが可能なものであり、本サービスは携帯電話と一般のインターネットメールとのメール送受信が可能なサービスとして当時画期的なサービスだった。
当時の携帯電話の通信料は16秒10円程度であったが、当時の通信事情では16秒間以内に携帯電話をパソコン等とつなぎ、ISPに接続し認証を行い、メールサーバを確認し、メールをダウンロードするのは不可能であった。特に認証を行う際の時間が最大の難関になっていた。そこで携帯電話の発信者番号通知を元に、携帯電話がアクセスポイントに着信する前に仮の認証を行い、その後着信をさせ、通常よりも認証の時間を短くするとともに、メールの送受信もセッションが張られる前にサーバ側で準備することにより、12秒以内に2Kバイト（1000文字分）のメールのやりとりができるようになった。
サービス開始当初はパソコンとNTTドコモデータ通信カードを使って行っていたが、その後モバイルZやポケットボードといった安価なメール端末の登場により、ヒットにつながった。
後にiモードやスマートフォンのように携帯電話端末だけで安価にメールのやりとりができるようになったこともあって、2008年（平成20年）2月に10円メールを含むマスターネットのすべてのサービスが終了した。なお、法人向けに同様なサービスの機能を載せたMM-QUBEも存在していた。

## 10円メール端末
- ポケットボードシリーズ（ドコモむけOEM品として発売された端末）
  - ポケットボード（シチズン製）
  - ポケットボードPure（同上）
  - ポケットボードPLUS（シャープ製）
  - ポケットボードパレ（シチズン製）
- パクティー（シチズン製のドコモむけOEM品）
- ピーターパン（松下通信工業製のドコモむけOEM品）
- ディアロ（東芝製）
- モエムD（三菱電機製）
- モバイルギアシリーズ（NEC製）
- シグマリオンシリーズ（NEC製モバイルギアのドコモむけOEM品）
- ブラウザボード（シャープ製コミュニケーションパルのドコモむけOEM品）
- カラーブラウザボード（セイコー製のドコモむけOEM品）
- DataScope for DoCoMo（京セラ製）
- リブレットモバイルパック（東芝製）
- モバイルZ（シャープ製ザウルスのドコモむけOEM品）
- 1998年（平成10年）以降に発売されたザウルス（接続ソフトがプリインストールされた機種）

等